# Lyons-la-Forêt
Pour les articles homonymes, voir Lyons.
Lyons-la-Forêt (prononciation [ljɔ̃s] « lionss ») est une commune française située dans le département de l'Eure, en région Normandie. Elle compte parmi « Les Plus Beaux Villages de France ».

## Géographie

### Localisation
Lyons-la-Forêt est située pratiquement au centre de la forêt domaniale de Lyons qui donne son nom au village et à cette région du Vexin normand, le pays de Lyons.
C'est aujourd'hui l'extrême nord-est du département de l'Eure mais jusqu'à la Révolution le pays de Lyons s'étendait jusqu'à Beauvoir-en-Lyons au nord et Neuf-Marché-en-Lyons au nord-est, communes désormais situées dans la Seine-Maritime.

### Communes limitrophes
Les communes limitrophes sont  Beauficel-en-Lyons, Charleval, Le Tronquay, Les Hogues, Lisors, Lorleau, Morgny, Perriers-sur-Andelle, Puchay, Rosay-sur-Lieure et Touffreville.
| Les Hogues                          | Le Tronquay                  | Lorleau Beauficel-en-Lyons |
| Perriers-sur-Andelle (par un angle) | Lyons-la-Forêt               | Morgny                     |
| Charleval, Rosay-sur-Lieure         | Touffreville, Lisors, Puchay | Ménesqueville              |

### Hydrographie
La commune est située dans le bassin Seine-Normandie. Elle est drainée par la Lieure et divers autres petits cours d'eau,.
La Lieure, d'une longueur de 15 km, prend sa source dans la commune de Lorleau et se jette  dans l'Andelle à Fleury-sur-Andelle, après avoir traversé six communes.

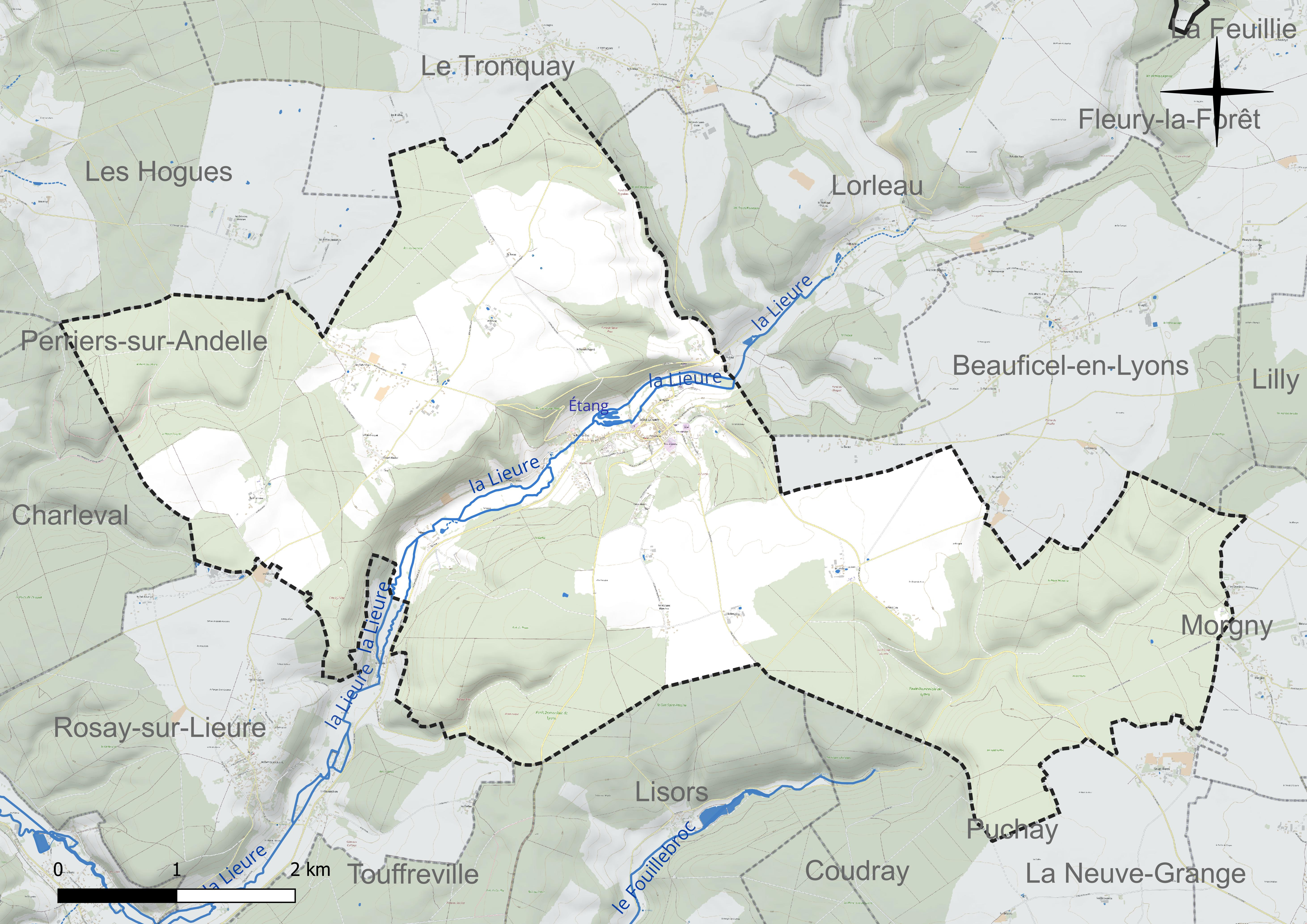
Réseau hydrographique de Lyons-la-Forêt.

Un plan d'eau complète le réseau hydrographique : l'étang (1,3 ha),.

### Climat
Pour des articles plus généraux, voir Climat de la Normandie et Climat de l'Eure.
En 2010, le climat de la commune est de type climat océanique dégradé des plaines du Centre et du Nord, selon une étude du CNRS s'appuyant sur une série de données couvrant la période 1971-2000. En 2020, Météo-France publie une typologie des climats de la France métropolitaine dans laquelle la commune est exposée à un climat océanique et est dans la région climatique Côtes de la Manche orientale, caractérisée par un faible ensoleillement (1 550 h/an) ; forte humidité de l’air (plus de 20 h/jour avec humidité relative > 80 % en hiver), vents forts fréquents. Parallèlement le GIEC normand, un groupe régional d’experts sur le climat, différencie quant à lui, dans une étude de 2020, trois grands types de climats pour la région Normandie, nuancés à une échelle plus fine par les facteurs géographiques locaux. La commune est, selon ce zonage, exposée à un « climat des plateaux abrités », correspondant aux plaines agricoles de l’Eure, avec une pluviométrie beaucoup plus faible que dans la plaine de Caen en raison du double effet d’abri provoqué par les collines du Bocage normand et par celles qui s’étendent sur un axe du Pays d'Auge au Perche.
Pour la période 1971-2000, la température annuelle moyenne est de 10,4 °C, avec une amplitude thermique annuelle de 13,6 °C. Le cumul annuel moyen de précipitations est de 796 mm, avec 12,3 jours de précipitations en janvier et 8,4 jours en juillet. Pour la période 1991-2020, la température moyenne annuelle observée sur la station météorologique la plus proche, située sur la commune d'Étrépagny à 14 km à vol d'oiseau, est de 11,3 °C et le cumul annuel moyen de précipitations est de 774,0 mm,. Pour l'avenir, les paramètres climatiques de la commune estimés pour 2050 selon différents scénarios d’émission de gaz à effet de serre sont consultables sur un site dédié publié par Météo-France en novembre 2022.

## Urbanisme

### Typologie
Au 1er janvier 2024, Lyons-la-Forêt est catégorisée commune rurale à habitat dispersé, selon la nouvelle grille communale de densité à 7 niveaux définie par l'Insee en 2022.
Elle est située hors unité urbaine et hors attraction des villes,.

### Occupation des sols

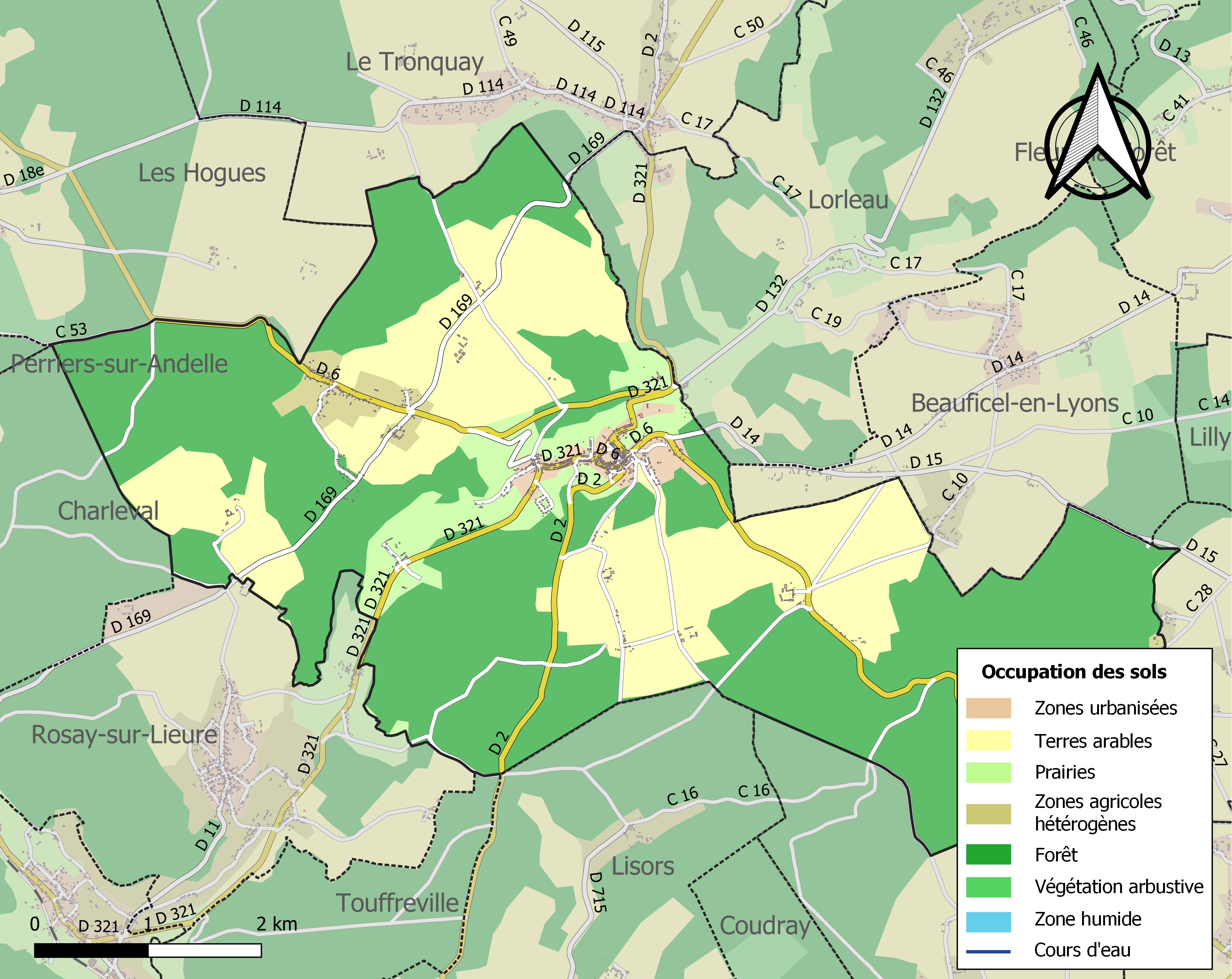
Carte des infrastructures et de l'occupation des sols de la commune en 2018 (CLC).

L'occupation des sols de la commune, telle qu'elle ressort de la base de données européenne d’occupation biophysique des sols Corine Land Cover (CLC), est marquée par l'importance des forêts et milieux semi-naturels (60,8 % en 2018), en augmentation par rapport à 1990 (59,7 %). La répartition détaillée en 2018 est la suivante : forêts (60,7 %), terres arables (28,8 %), prairies (6,5 %), zones urbanisées (2 %), zones agricoles hétérogènes (2 %). L'évolution de l’occupation des sols de la commune et de ses infrastructures peut être observée sur les différentes représentations cartographiques du territoire : la carte de Cassini (XVIIIe siècle), la carte d'état-major (1820-1866) et les cartes ou photos aériennes de l'IGN pour la période actuelle (1950 à aujourd'hui).

### Habitat et logement
En 2018, le nombre total de logements dans la commune était de 483, alors qu'il était de 481 en 2013 et de 489 en 2008.
Parmi ces logements, 67,7 % étaient des résidences principales, 20,3 % des résidences secondaires et 12 % des logements vacants. Ces logements étaient pour 80,5 % d'entre eux des maisons individuelles et pour 19,3 % des appartements.
Le tableau ci-dessous présente la typologie des logements à Lyons-la-Forêt en 2018 en comparaison avec celle de l'Eure et de la France entière. Une caractéristique marquante du parc de logements est ainsi une proportion de résidences secondaires et logements occasionnels (20,3 %) supérieure à celle du département (6,3 %) et à celle de la France entière (9,7 %). Concernant le statut d'occupation de ces logements, 54,4 % des habitants de la commune sont propriétaires de leur logement (53,3 % en 2013), contre 65,3 % pour l'Eure et 57,5 % pour la France entière.
| Typologie                                               | Lyons-la-Forêt | Eure | France entière |
| ------------------------------------------------------- | -------------- | ---- | -------------- |
| Résidences principales (en %)                           | 67,7           | 85,4 | 82,1           |
| Résidences secondaires et logements occasionnels (en %) | 20,3           | 6,3  | 9,7            |
| Logements vacants (en %)                                | 12             | 8,3  | 8,2            |

## Toponymie
Le village qui s'appelait à l'origine Saint-Denis est attesté sous les formes Villa Sancti Dionysii in nemore de Leonibus en 1032 (charte du duc Robert), S. Dionysius in Leonibus en 1050 (charte de Guillaume le Conquérant), Saint Denis en Lions, Liun, Liuns (Roman de Rou), d'ailleurs l'église du village est placée sous le vocable de Saint Denis.
Lyons était jadis uniquement le nom de la forêt, comme semblent le montrer les attestations antérieures au XIIIe siècle.
Parmi les mentions anciennes de la forêt, on trouve : Leons entre 1015 et 1025, sylvam Leonum entre 1051 et 1066, Leuns en 1198 (R. de Hoveden), Leones in foresta en 1259, Lihons en Normandie entre 1352 et 1481, Leons en 1424 (aveu de l’abbé de Mortemer, Lyons en Forest en 1716 (Cl. d’Aubigné), Lions la Forêt en 1772 (édit de Louis XV), Lihons la Forêt en 1777 (lettres pat. de Louis XVI), Lihons en 1787 (France chevaleresque ; titres du maréchal de Belle-Isle), Lyon en 1793 (inventorié des titres de propriété du duc de Penthièvre).
On note la présence de plusieurs toponymes similaires en France : Lihons (Leontium 1100), Liéhon (Liehons 1290), le Lion (Leontio 1166), etc..
Les latinisations d'après leo / leonis « lion », ne sont pas à prendre en considération et il convient de proposer *Licontio ou *Ligontio avec le suffixe -(o)nti-, attesté par ailleurs (Cf. : Mayence < Mogonti-acum ; Ressons < Rosontio et Besançon < Vesontio ou Sigonce < *Segontia). L'évolution phonétique de Lico-/ ligo- en Lio- représente une lénition de la consonne intervocalique c [k], phénomène régulier dans la formation de la langue française.
Le premier élément semble être l'hydronyme indo-européen (celtique [?]) lic / lig, bien identifié, et dont dérive aussi le nom de la rivière de Lyons : la Lieure (Loiris 1032 de *Licoris). Il peut être reconnu également dans le nom de la Loire, autrefois Liger, et dans le nom de lieu britannique Beverley du celtique bibro « castor » et lic « rivière ».

## Historique

### Moyen Âge
- 936, première mention d'une résidence ducale à Lyons.
- Milieu du XIe siècle, construction de la forteresse de Lyons par Henri Ier. Le château avait quatre grosses tours, quatre portes, chacune d'entre elles gardée par un seigneur différent[19].
- 1135, mort du roi d'Angleterre et duc de Normandie, Henri Ier Beauclerc, au château de Lyons autrement appelé Saint-Denis-en-Lyons.
- 1189, première cour de Noël[C'est-à-dire ?] du roi Richard Ier d'Angleterre dit Cœur de Lion.

Lorsqu'à l'issue de la troisième croisade, Richard Cœur de Lion est retenu prisonnier par l'empereur du Saint-Empire romain germanique Henri VI, l'occasion apparaît trop belle pour le souverain français, qui s'empare de la forteresse en 1193.
En 1194, rentré de captivité, Richard Cœur de Lion obtient la restitution de Lyons et y séjournera à plusieurs reprises jusqu'à sa mort en 1199.
À la suite de la confiscation (commise) de l'ensemble des possessions française de Jean sans Terre par jugement du 28 avril 1202, Philippe Auguste, un mois plus tard, commence par prendre le contrôle des places possessions du comte d'Eu : Eu, Drincourt (Neufchâtel-en-Bray), Mortemer et Lyons-la-Forêt  qui tombe le 1er juillet 1202.
- de 1202 à 1298, nombreux séjours des rois de France à Lyons. Trois séjours attestés pour Philippe Auguste, quatre pour Louis IX et dix pour Philippe le Bel. Passionnés de chasse, les rois capétiens considèrent alors la forêt de Lyons comme l'une des plus belles du royaume.
- 1240, Roger de Lyons donne des terres aux templiers.
- 1359-1398, la châtellenie de Lyons fait partie du douaire de Blanche de Navarre, veuve du roi Philippe VI de Valois.
- 1403-1422, douaire d'Isabeau de Bavière, reine de France.
- 1410, Collart de Boissay, écuyer d'honneur du roi et chambellan du duc de Guyenne, alors Dauphin de France, est capitaine de la ville et du château de Lyons.
- 1419, les Anglais s'emparent de Lyons au terme de leur conquête de la Normandie.
- 1436, démantèlement du château par les Anglais.

### Temps modernes
- 1762, le duché de Gisors passe à Louis Charles de Bourbon(-Maine), duc d'Aumale en échange de la principauté des Dombes.
- 1775, à sa mort, le duché de Gisors passe à son cousin Louis Jean Marie de Bourbon, duc de Penthièvre.

### Révolution française et Empire
- 1793, Louise Marie Adélaïde de Bourbon, Madame Égalité, hérite de son père.

### Époque contemporaine
- 1821, entrée dans l'héritage du duc Louis-Philippe III d'Orléans, futur Louis-Philippe Ier, roi des Français.
- 1940-1944, la ville est totalement préservée des destructions liées au second conflit mondial.

## Politique et administration
| Période                                  | Période    | Identité       | Étiquette | Qualité                       |
| ---------------------------------------- | ---------- | -------------- | --------- | ----------------------------- |
| Les données manquantes sont à compléter. |            |                |           |                               |
| 1706                                     | 17..       | Charles Gohier |           |                               |
| 17..                                     | avant 1726 | Charles Gehet  |           | Procureur aux sièges de Lyons |

| Période                                  | Période   | Identité                                  | Étiquette                  | Qualité |
| ---------------------------------------- | --------- | ----------------------------------------- | -------------------------- | --- |
| Les données manquantes sont à compléter. |           |                                           |                            | |
|                                          |           |                                           |                            | |
| an XII                                   | 1807      | Louis Goutan                              |                            | Manufacturier |
| 1808                                     | 1812      | Antoine Mazire                            |                            | Marchand |
| 1813                                     | 1816      | Louis Goutan                              |                            | Manufacturier |
| 1816                                     | 1821      | M. Labour                                 |                            | |
| 1821                                     |           | M. Mazire                                 |                            | |
| vers 1830                                |           | Leroux                                    |                            | |
| 1842                                     |           | Jean-Baptiste Dufour                      |                            | |
| avant 1853                               |           | M. Laisné                                 |                            | |
| vers 1854                                |           | Hardy                                     |                            | |
| février 1874                             |           | François Joseph Charles Borromée Foulbert |                            | |
| vers 1899                                |           | Léon Alexandre Boissel                    |                            | Propriétaire, Chef de bataillon au 20e Régiment territorial d'infanterie. Chevalier de la Légion d'honneur                                       |
| 1905                                     | 1933      | Louis Frédéric Boullenger                 |                            | Propriétaire Officier du Mérite agricole |
| octobre 1947                             | 1953      | Aimé Holbé                                |                            | |
|                                          |           | Edgar Sizaire                             | RGR                        | Conseiller général de Lyons-la-Forêt (1945 → 1964)                                                                                               |
|                                          |           |                                           |                            | |
| 1957                                     | 1977      | Philippe Debeaupuis                       |                            | Pharmacien |
| 1977                                     | mars 2008 | Henri Collard                             | UNR puis UDF-Rad. puis UMP | Médecin Sénateur de l'Eure (1981 → 1998) Conseiller général de Lyons-la-Forêt (1964 → 2008) Président du conseil général de l'Eure (1982 → 2001) |
| mars 2008                                | En cours  | Thierry Plouvier                          | UMP → LR                   | Clerc de notaire Conseiller général de Lyons-la-Forêt (2008 → 2015) Conseiller départemental de Romilly-sur-Andelle (2015 → )                    |

### Distinctions et labels
En 2017, la commune a été labellisée « 4 fleurs » par le Conseil national de villes et villages fleuris de France.

## Démographie
L'évolution du nombre d'habitants est connue à travers les recensements de la population effectués dans la commune depuis 1793. Pour les communes de moins de 10 000 habitants, une enquête de recensement portant sur toute la population est réalisée tous les cinq ans, les populations de référence des années intermédiaires étant quant à elles estimées par interpolation ou extrapolation. Pour la commune, le premier recensement exhaustif entrant dans le cadre du nouveau dispositif a été réalisé en 2008.

En 2022, la commune comptait 730 habitants, en évolution de +0,14 % par rapport à 2016 (Eure : −0,25 %, France hors Mayotte : +2,11 %).
| 1793  | 1800  | 1806  | 1821  | 1831  | 1836  | 1841  | 1846  | 1851  |
| ----- | ----- | ----- | ----- | ----- | ----- | ----- | ----- | ----- |
| 1 650 | 1 674 | 1 754 | 1 660 | 1 650 | 1 608 | 1 524 | 1 538 | 1 609 |

| 1856  | 1861  | 1866  | 1872  | 1876  | 1881  | 1886  | 1891  | 1896  |
| ----- | ----- | ----- | ----- | ----- | ----- | ----- | ----- | ----- |
| 1 441 | 1 443 | 1 391 | 1 370 | 1 323 | 1 269 | 1 260 | 1 223 | 1 185 |

| 1901  | 1906  | 1911  | 1921 | 1926 | 1931 | 1936 | 1946 | 1954 |
| ----- | ----- | ----- | ---- | ---- | ---- | ---- | ---- | ---- |
| 1 157 | 1 042 | 1 000 | 931  | 856  | 818  | 792  | 878  | 781  |

| 1962 | 1968 | 1975 | 1982 | 1990 | 1999 | 2006 | 2008 | 2013 |
| ---- | ---- | ---- | ---- | ---- | ---- | ---- | ---- | ---- |
| 749  | 880  | 772  | 734  | 701  | 795  | 764  | 754  | 742  |

| 2018 | 2022 | - | - | - | - | - | - | - |
| ---- | ---- | - | - | - | - | - | - | - |
| 717  | 730  | - | - | - | - | - | - | - |

## Culture locale et patrimoine

### Lieux et monuments
- Couvent des Cordeliers (ancien),  Inscrit MH (1973)[32] du XVIIe siècle. Créé en 1624, le couvent est utilisé jusqu'à la Révolution. Déclaré bien national en 1793, il accueille alors une manufacture de toiles imprimées puis une verrerie. Lors d'un incendie en 1852, l'église est détruite. Il reste aujourd'hui un bâtiment conventuel et le cloître. Propriété privée.
- Église Saint-Denis,  Inscrit MH (1926)[33],[34] du XVe siècle avec éléments des XIIe et XVIe siècles. Façade et nef en damier de grès et de silex. Située au niveau de la ville gallo-romaine, elle a très probablement succédé à un lieu de culte païen[35],[36],[37].
- Halles,  Inscrit MH (1927)[38],[39] du XVIIe siècle, restaurées en 1776 par le dernier seigneur de Lyons, le duc de Penthièvre.
- Hôtel de la Maréchaussée (ancien),  Inscrit MH (1996)[40] des XIIe et XVIIIe siècles. Propriété privée s'appuyant sur l'ancienne porte du château du XIIe siècle et conservant les vestiges du rempart du XIIe siècle.
- « Le Vieux Logis », la plus ancienne maison d'habitation de Lyons (datée de 1492, remaniée aux XVIIe et XVIIIe siècles), située 3, rue de l'Hôtel de Ville en face de la pharmacie, a été la résidence de la pianiste Monique de la Bruchollerie.
- Hôtel de ville[41], reconstruit en 1782 sur des fondations plus anciennes abritant jadis les cachots de la ville. Au premier étage, ancienne salle d'audience du bailliage,  Inscrit MH (1996)[42].
- Couvent des Bénédictines de Saint-Charles (ancien),  Inscrit MH (1996)[43],[44], adossé sur les vestiges de l'enceinte du château. Il abrite aujourd'hui l'école communale.
- Vestiges[45] du château de Lyons, forteresse des rois d'Angleterre et des rois de France de Philippe Auguste à Philippe le Bel.
- Chapelle Saint-Jean-Baptiste[46], au lieu-dit de l'Essart Mador,  Site inscrit (1942)[47]. Construite pour Jean de Nolléval en 1635, l'avant nef, la tribune et le campanile sont du XVIIIe siècle.
- Prieuré bénédictin Saint-Aubin (ancien) au hameau de Villaines[48]. Existant déjà au XIIe siècle, il dépendait de l'abbaye Sainte-Catherine-du-Mont de Rouen[49]. En subsiste une chapelle du XVIIe siècle et le logis, remanié au XVIIIe siècle, devenus une ferme.
- Vestiges d'un ancien théâtre rural d'époque romaine[50]. Propriété privée.

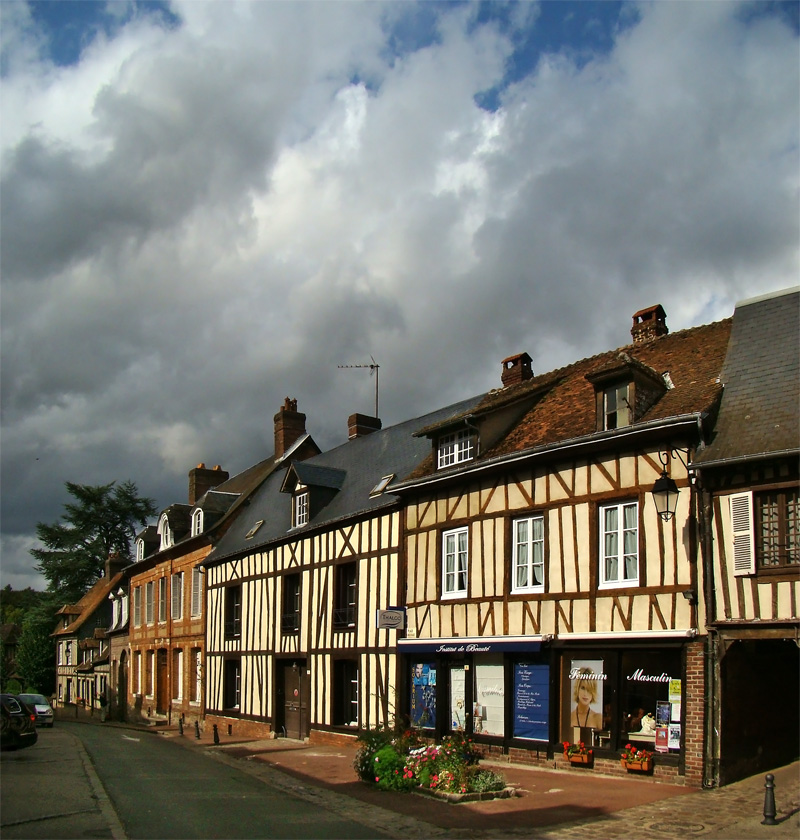
Centre du bourg.
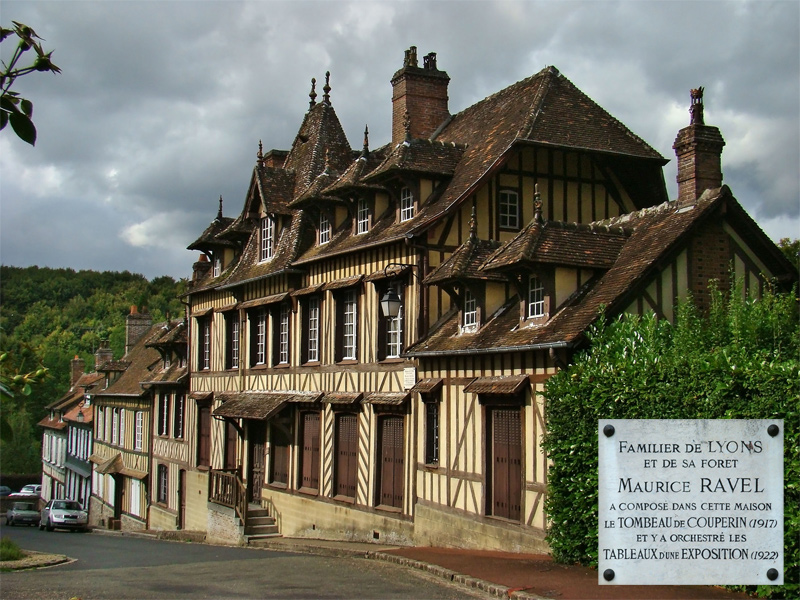
Maison où séjourna Maurice Ravel quatre fois entre 1916 et 1922.
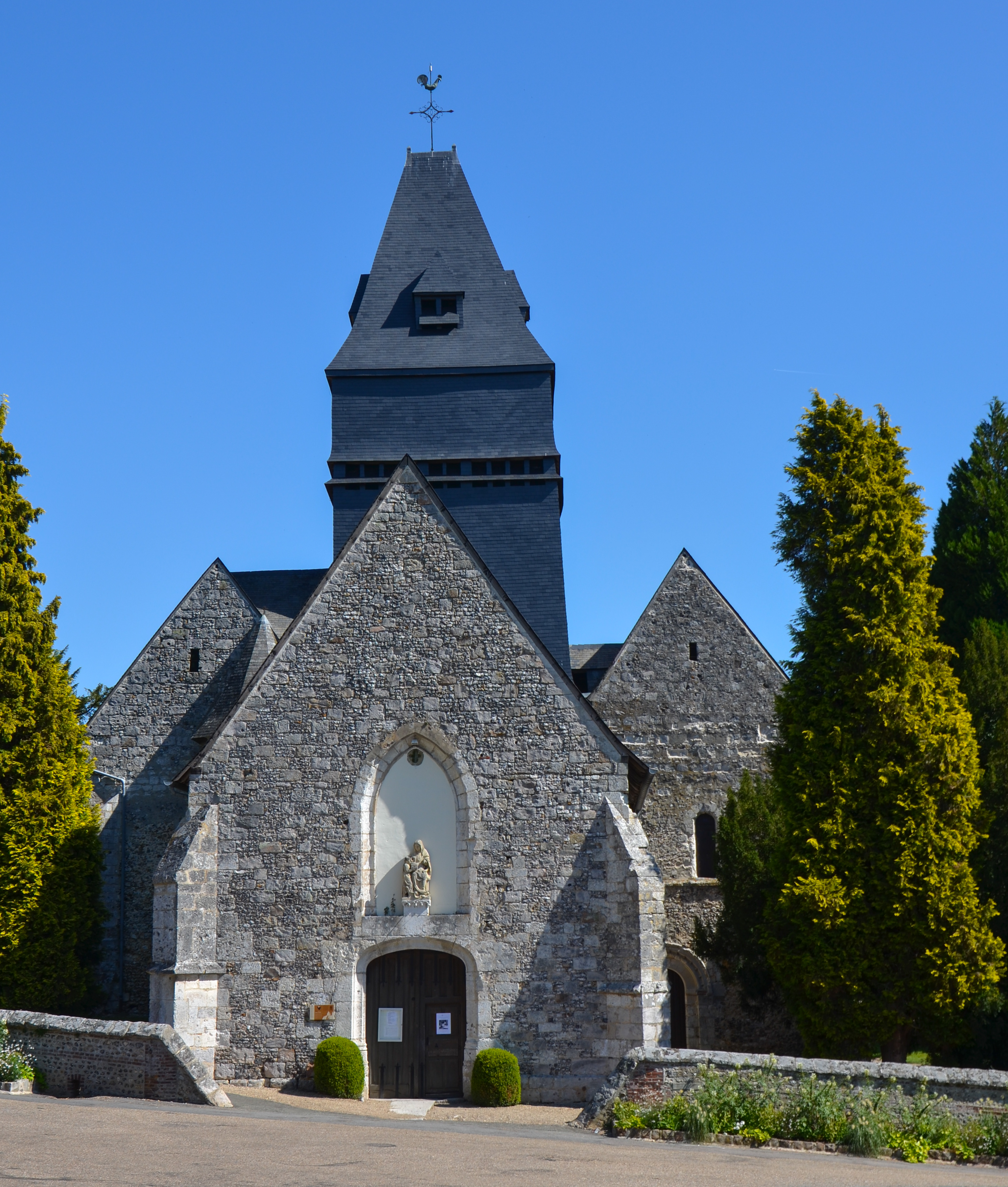
Église Saint-Denis.
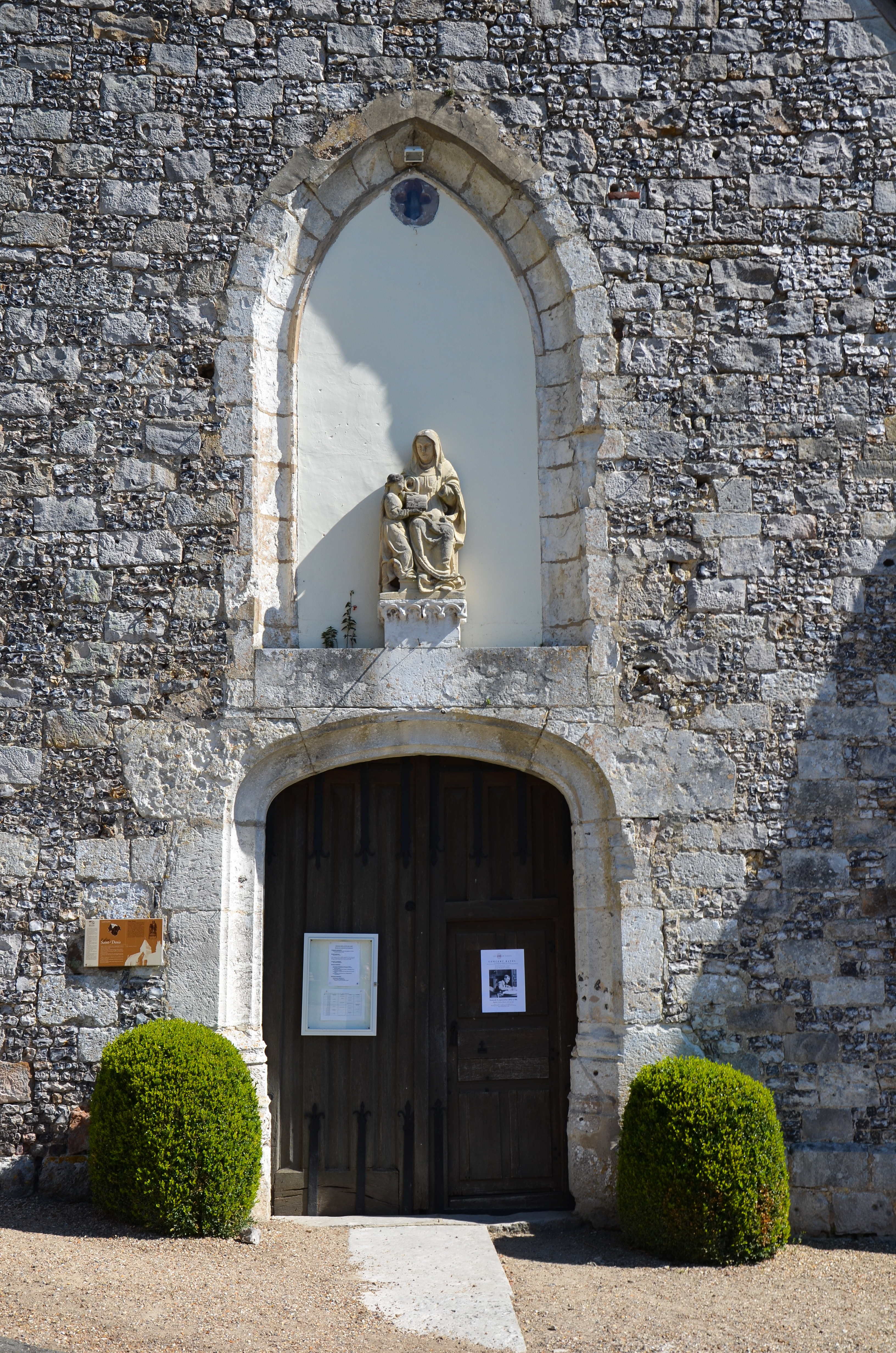
Église Saint-Denis.
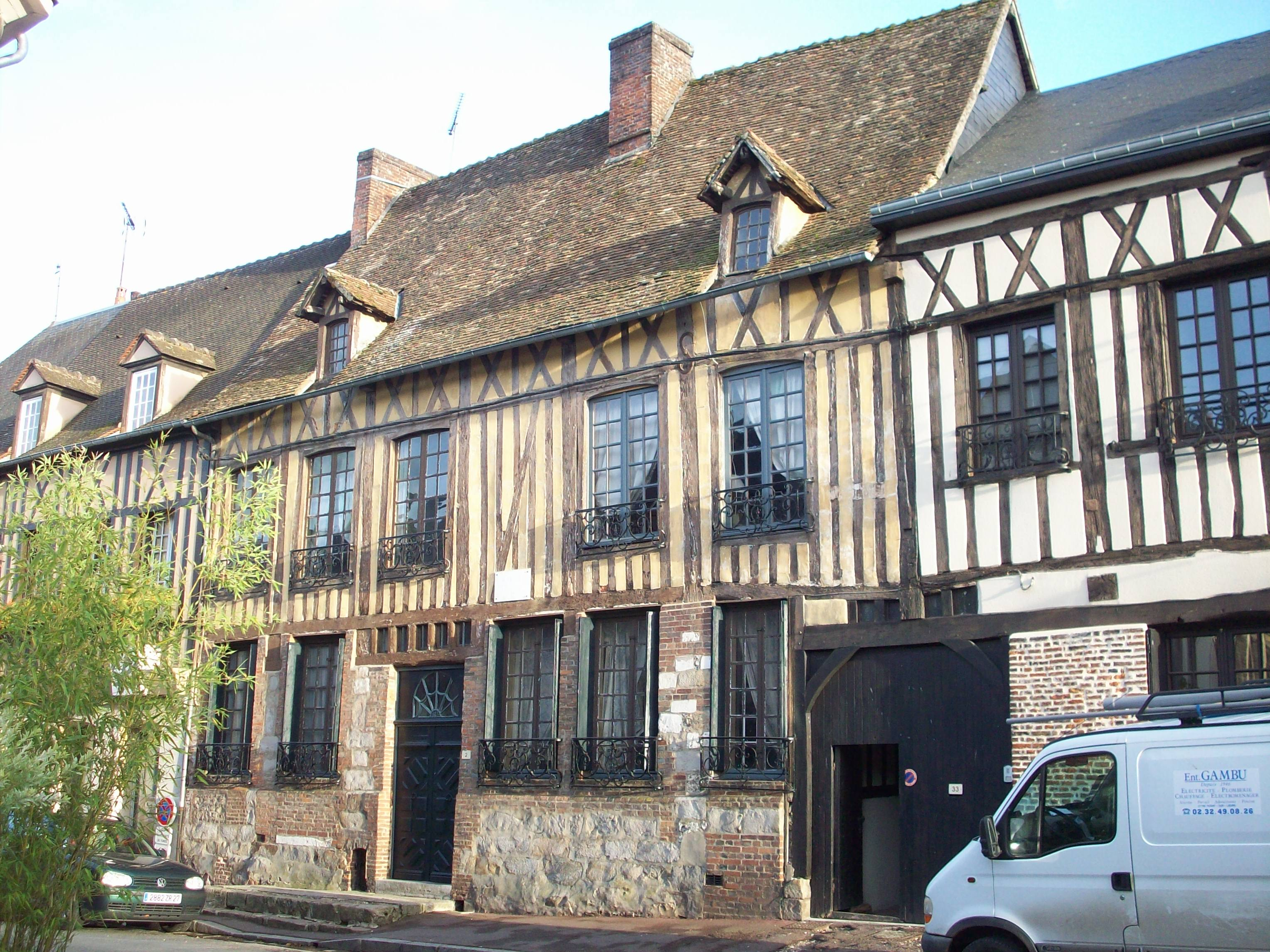
Maison natale d'Isaac de Benserade.
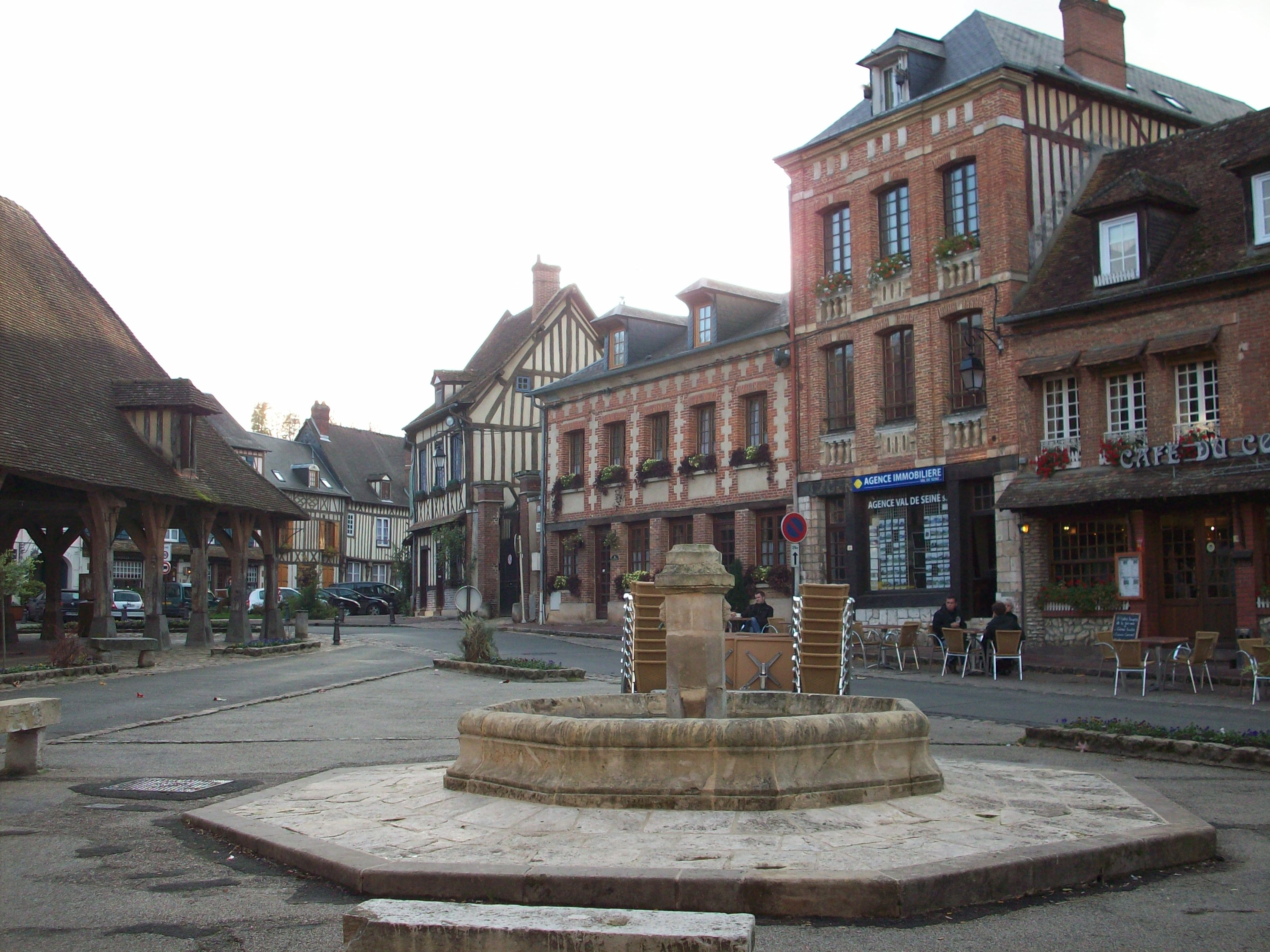
La place.
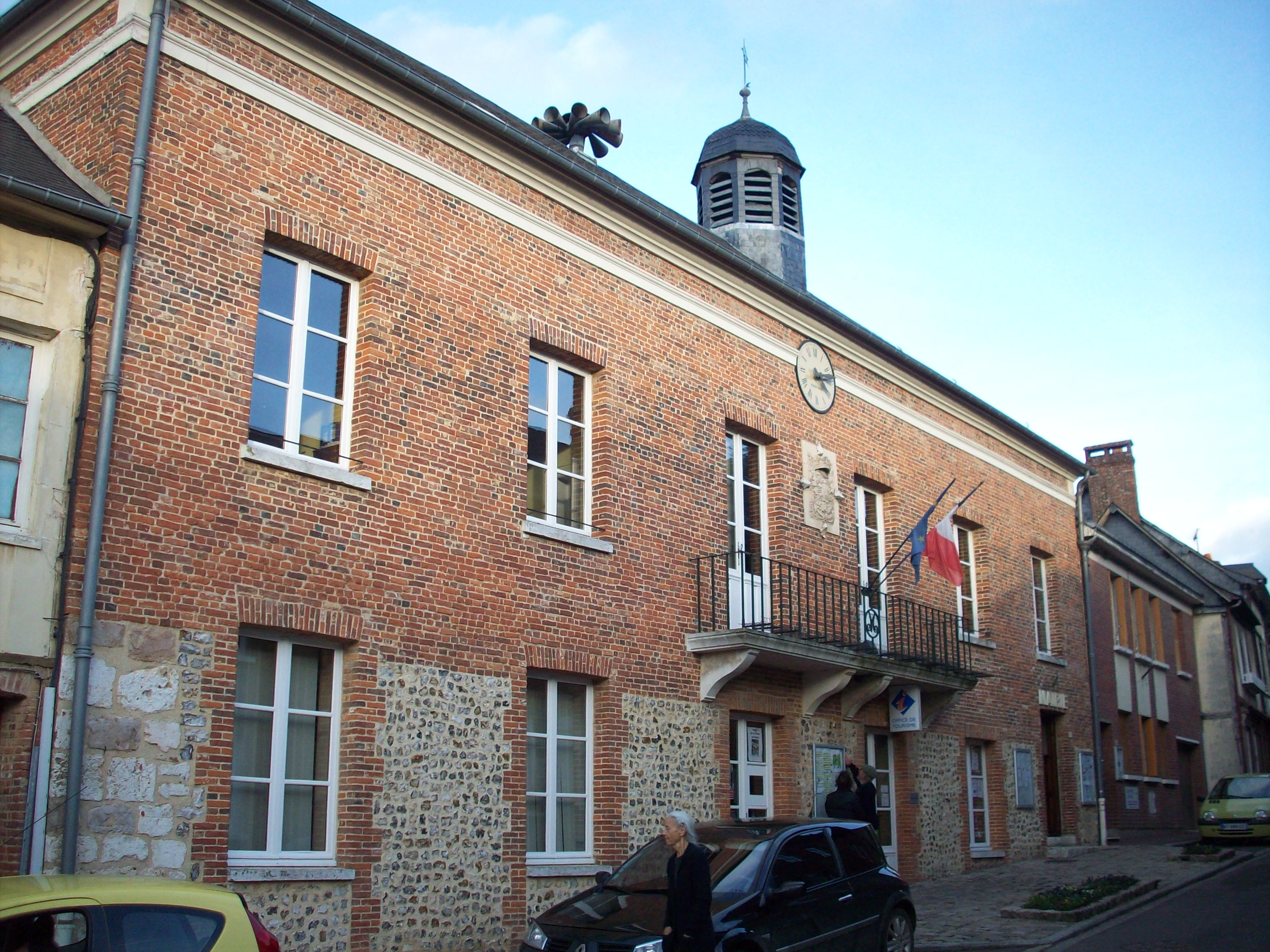
La mairie et syndicat d'initiative.
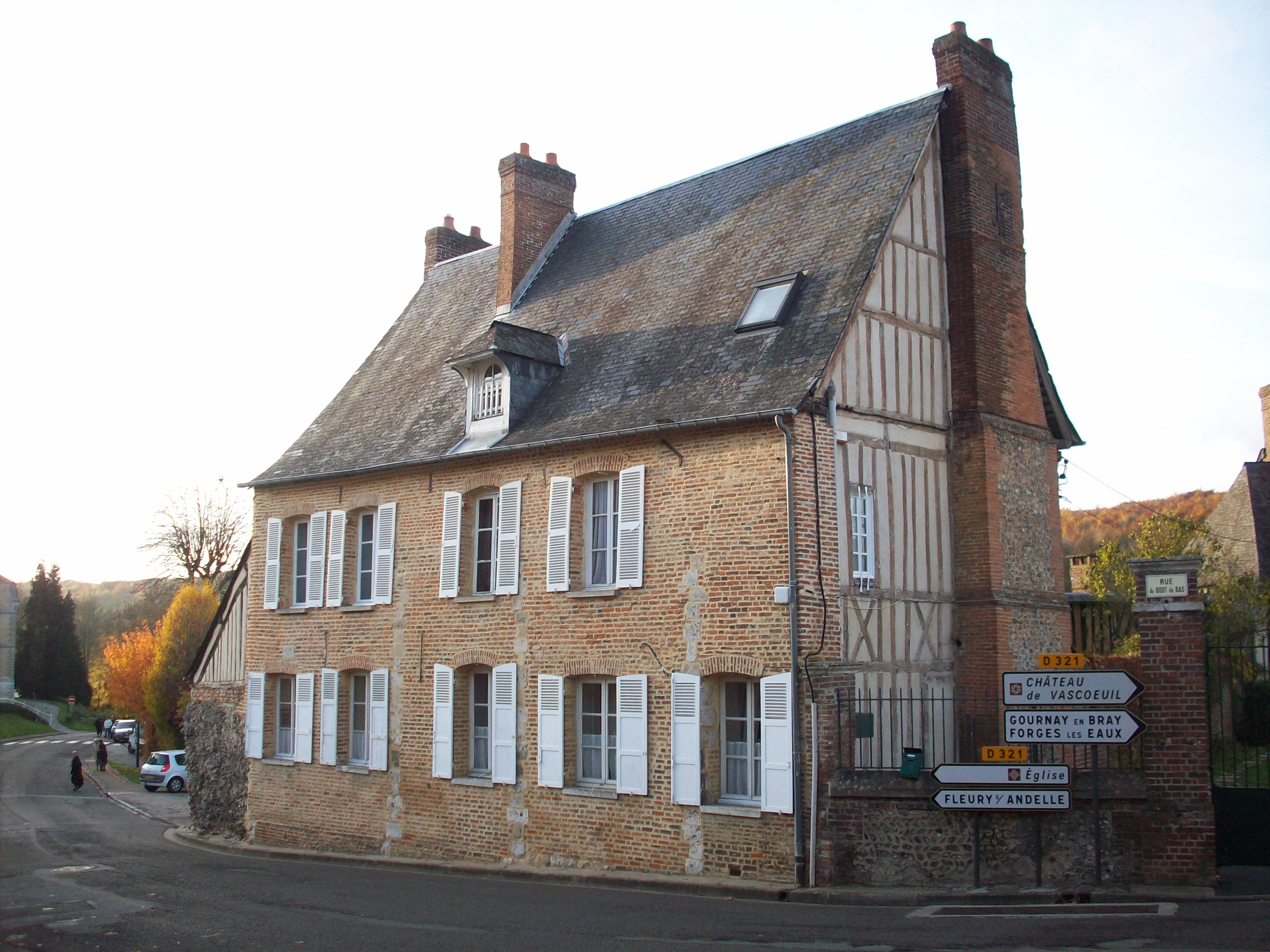
L'ancienne maréchaussée.
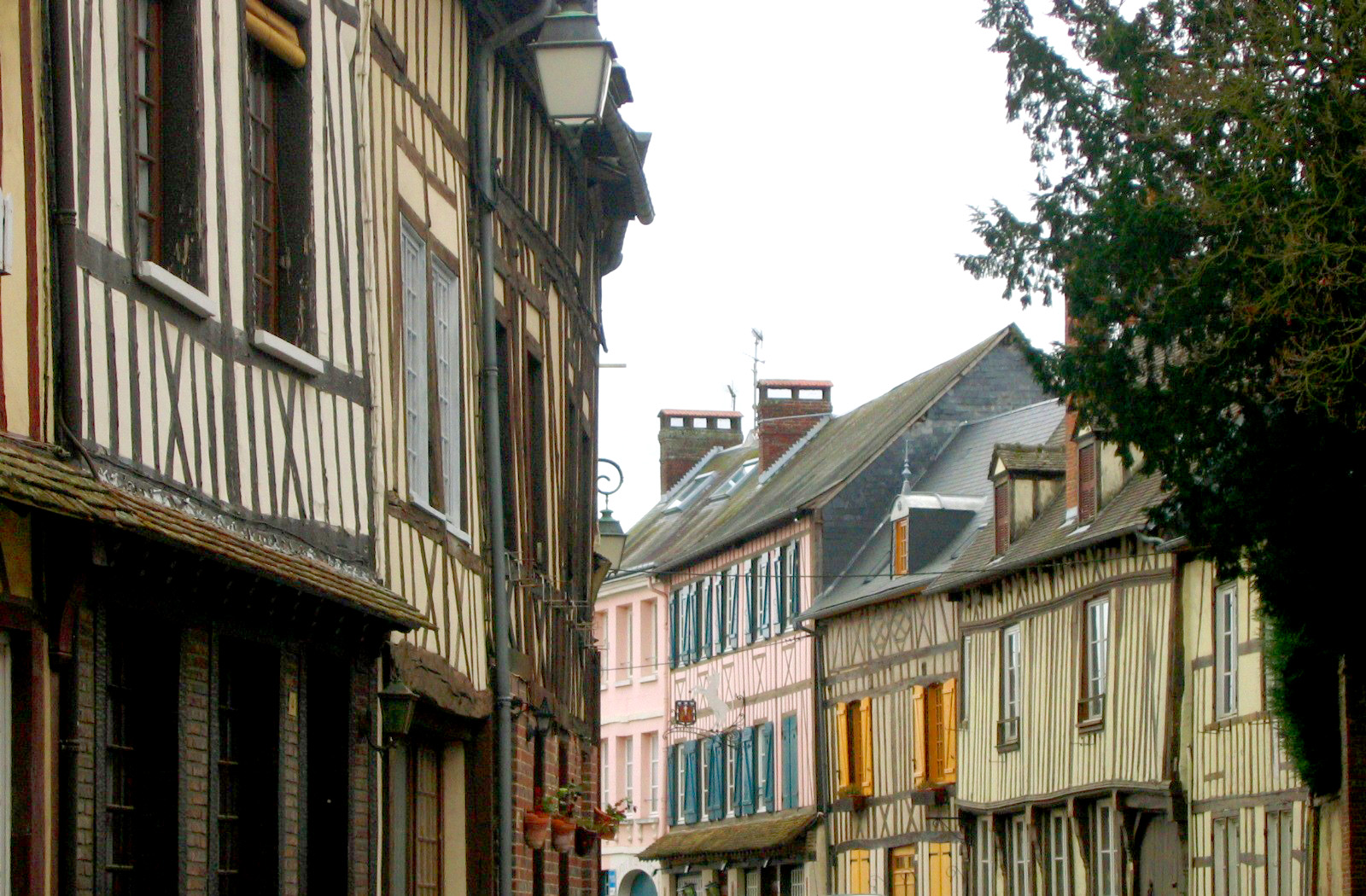
Rue du bourg.
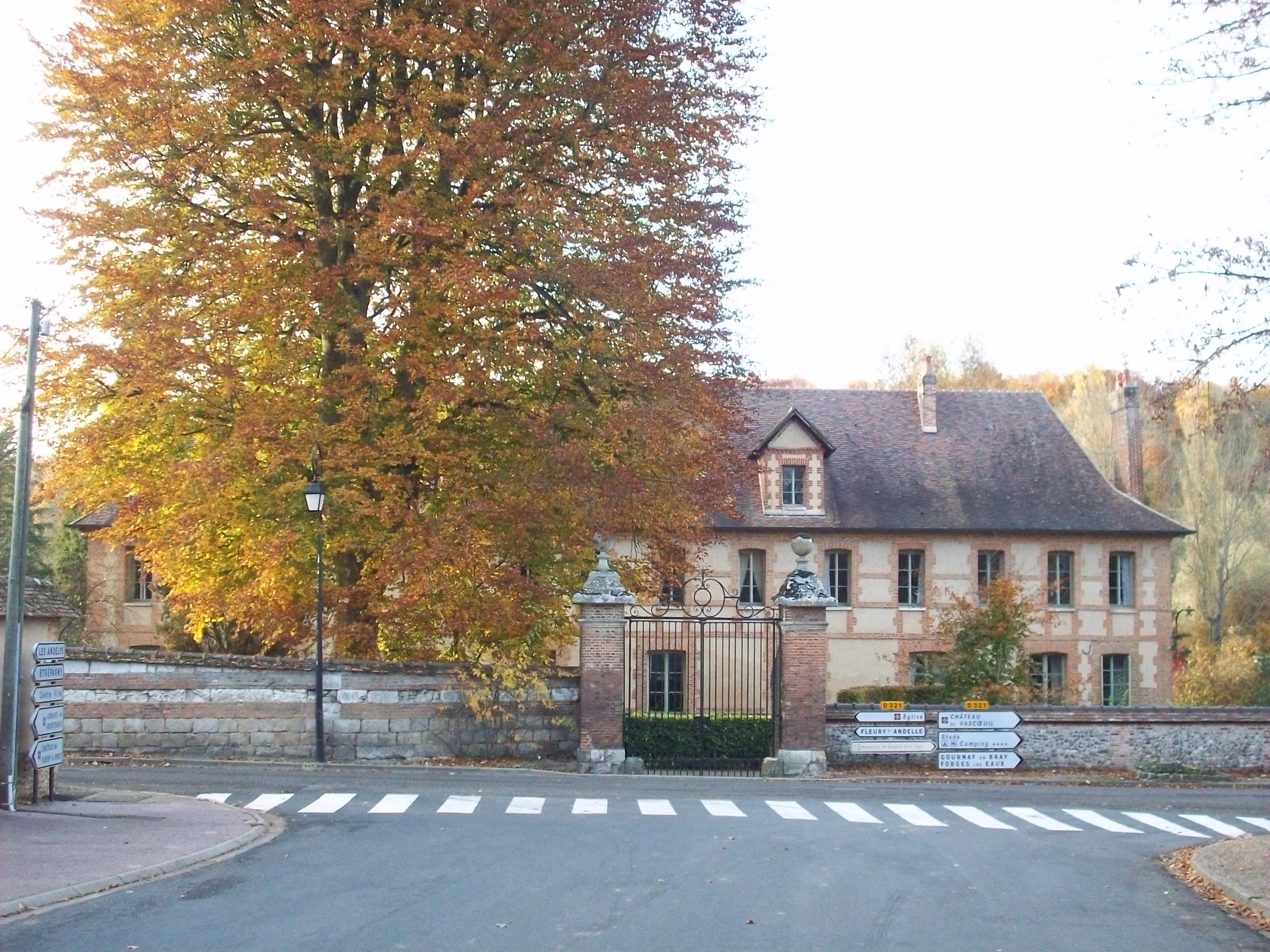
Ancien couvent des Cordeliers.
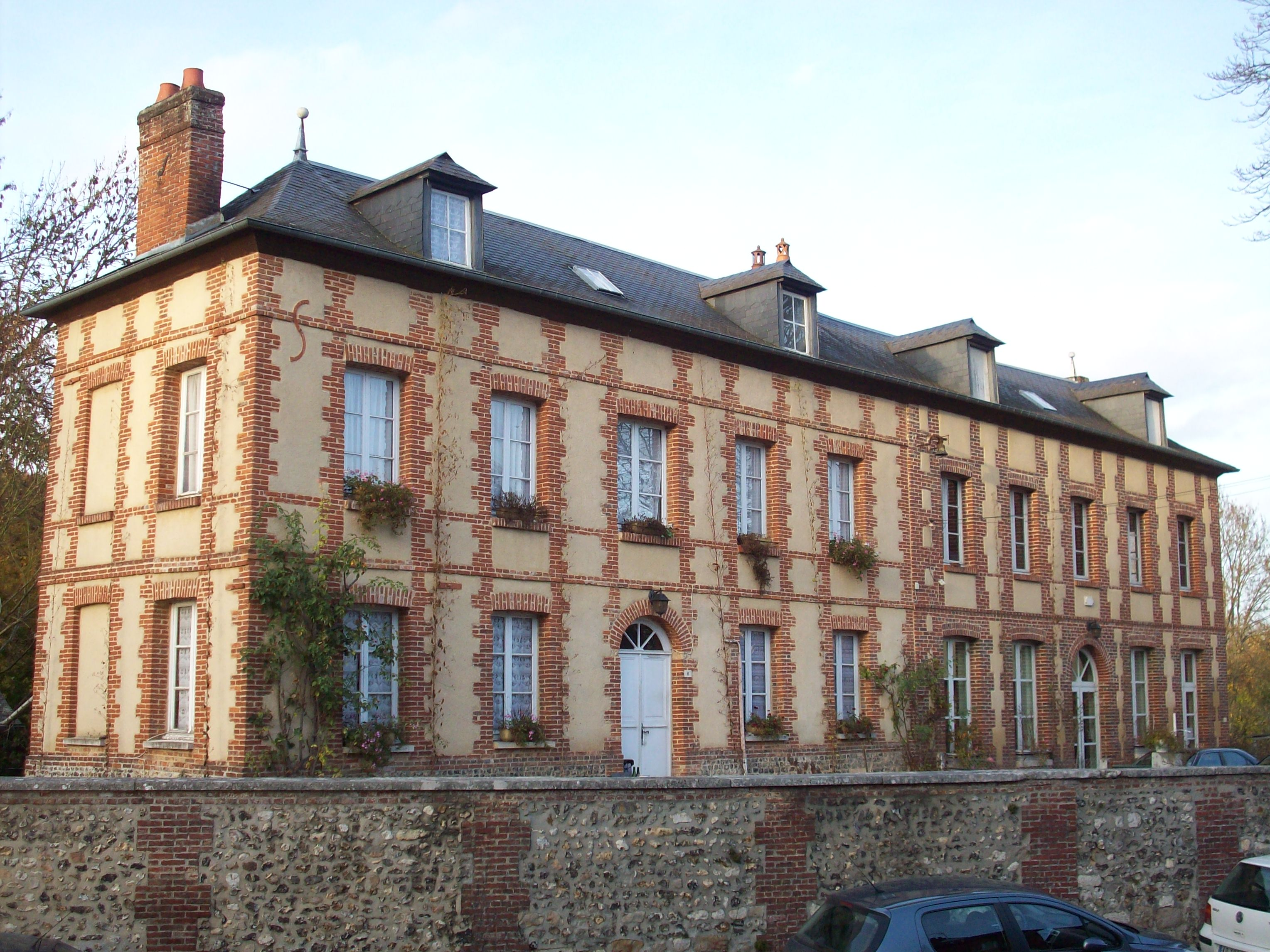
La cantine scolaire.
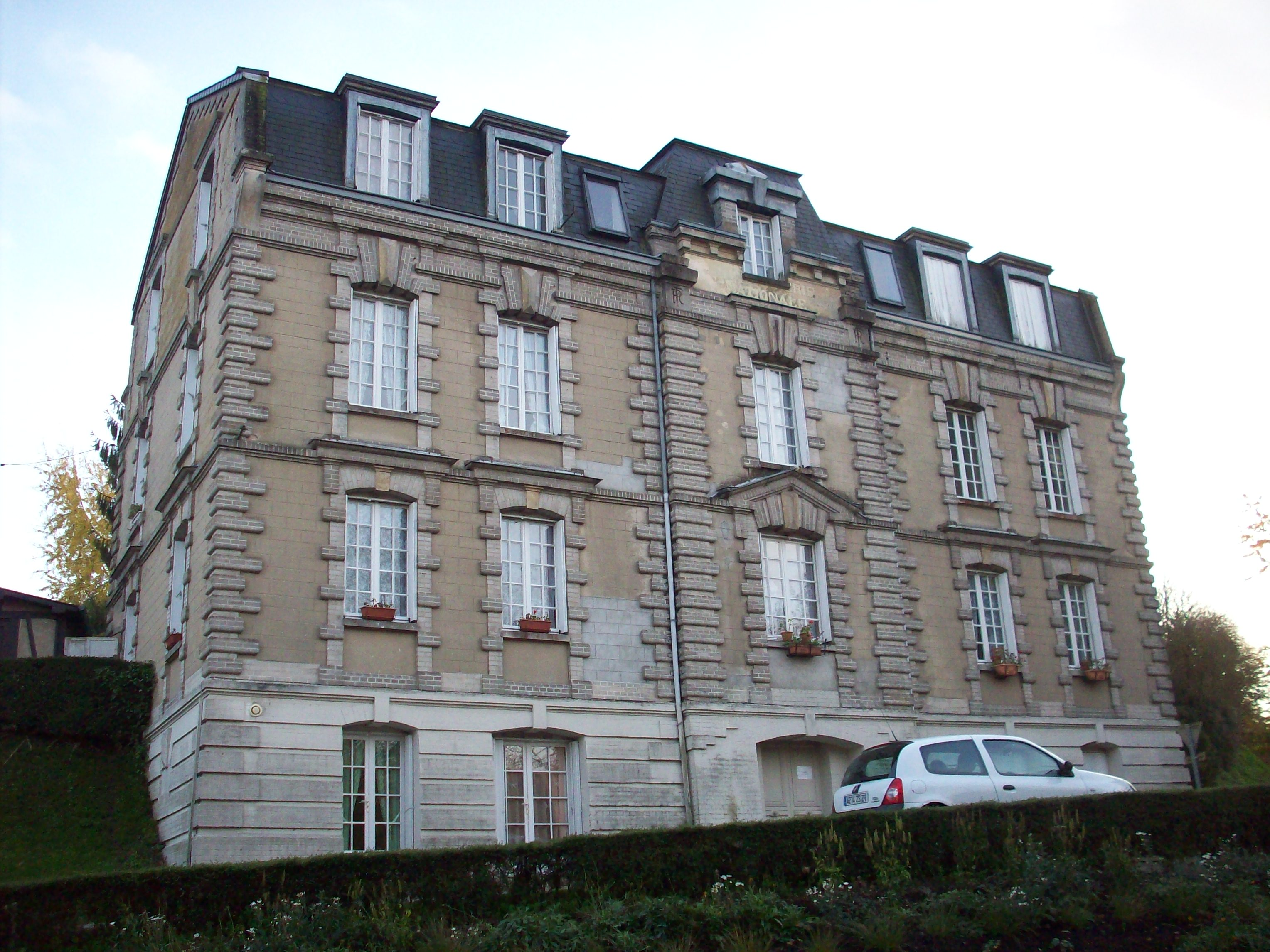
L'ancienne gendarmerie, en face de la cantine.
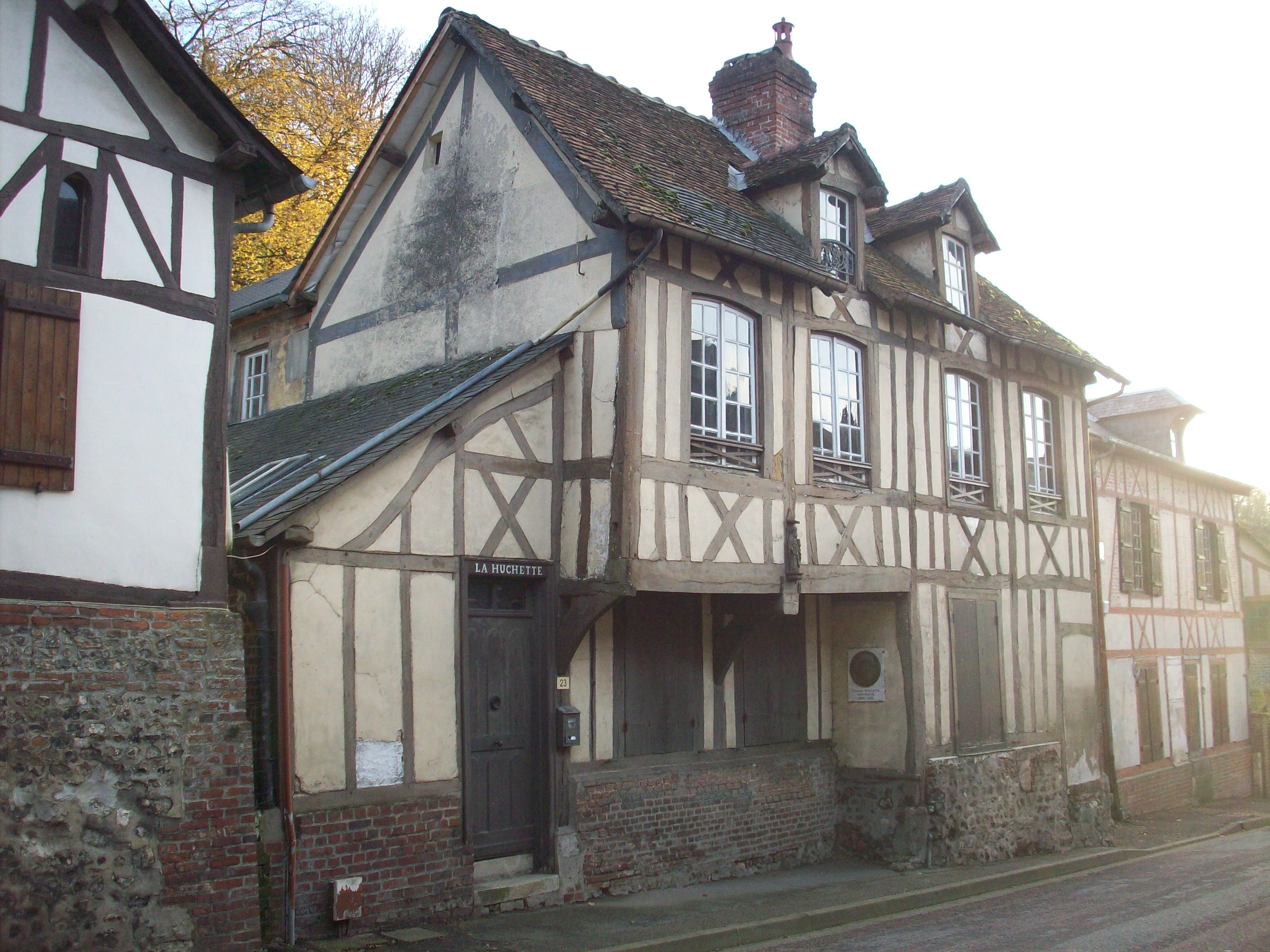
Maison La Huchette.
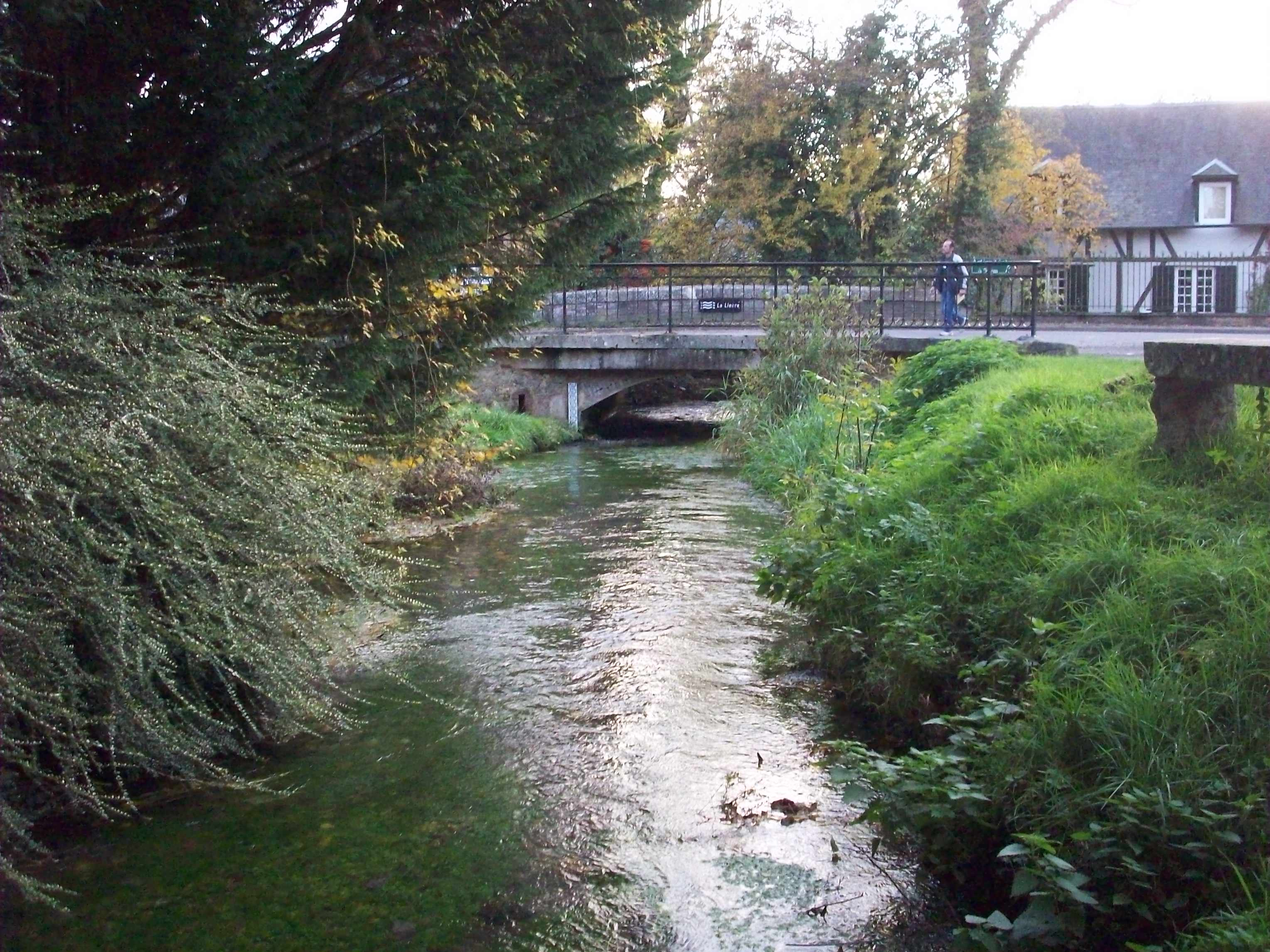
La Lieure.
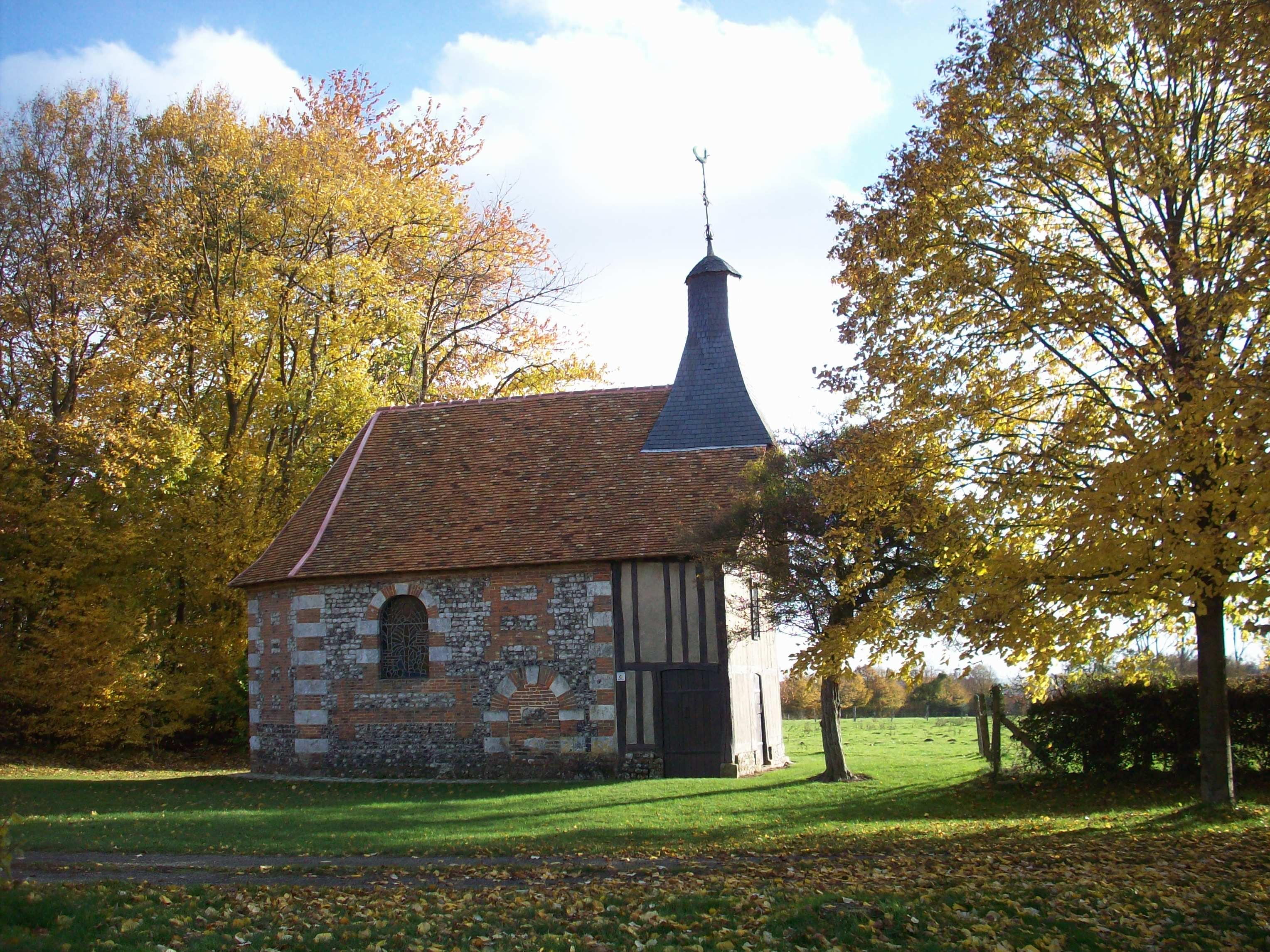
Chapelle Saint-Jean-Baptiste de l'Essart-Mador.
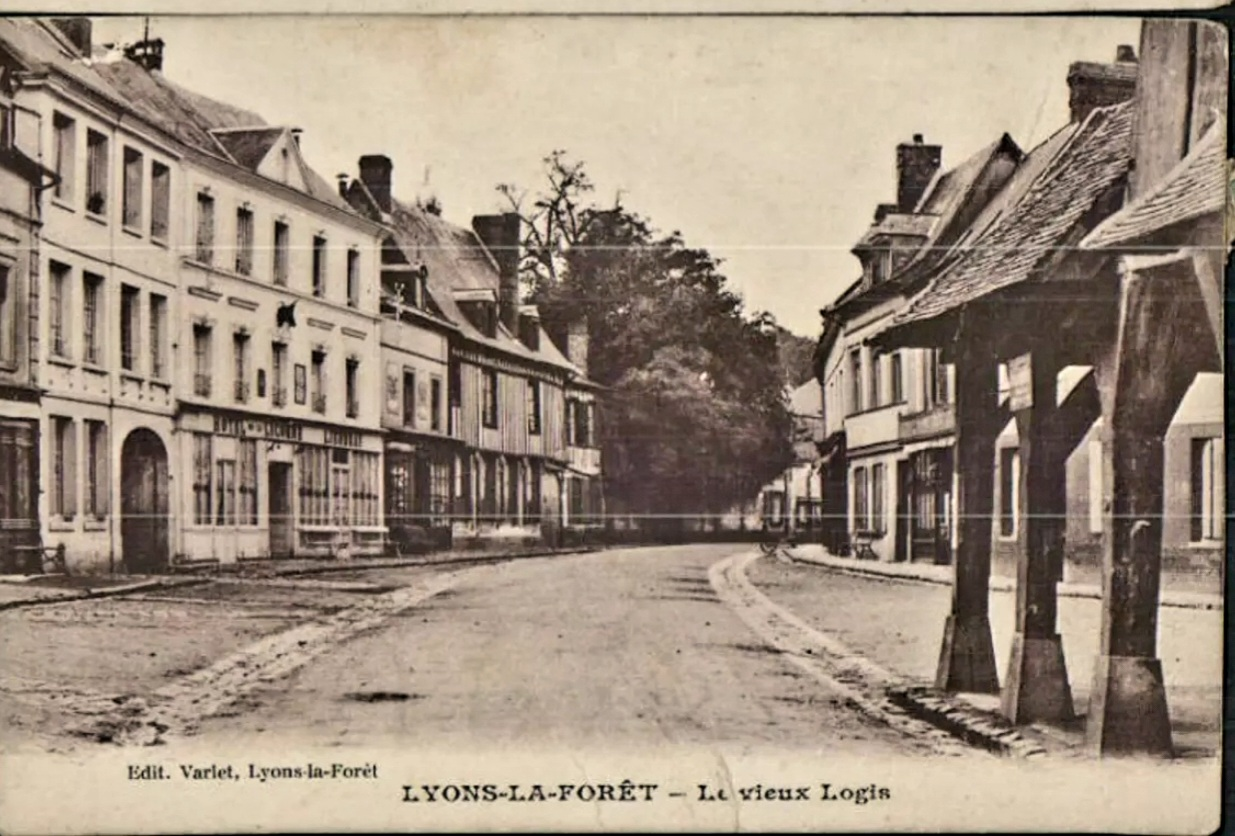
Le Vieux Logis de 1492, en face de la pharmacie.
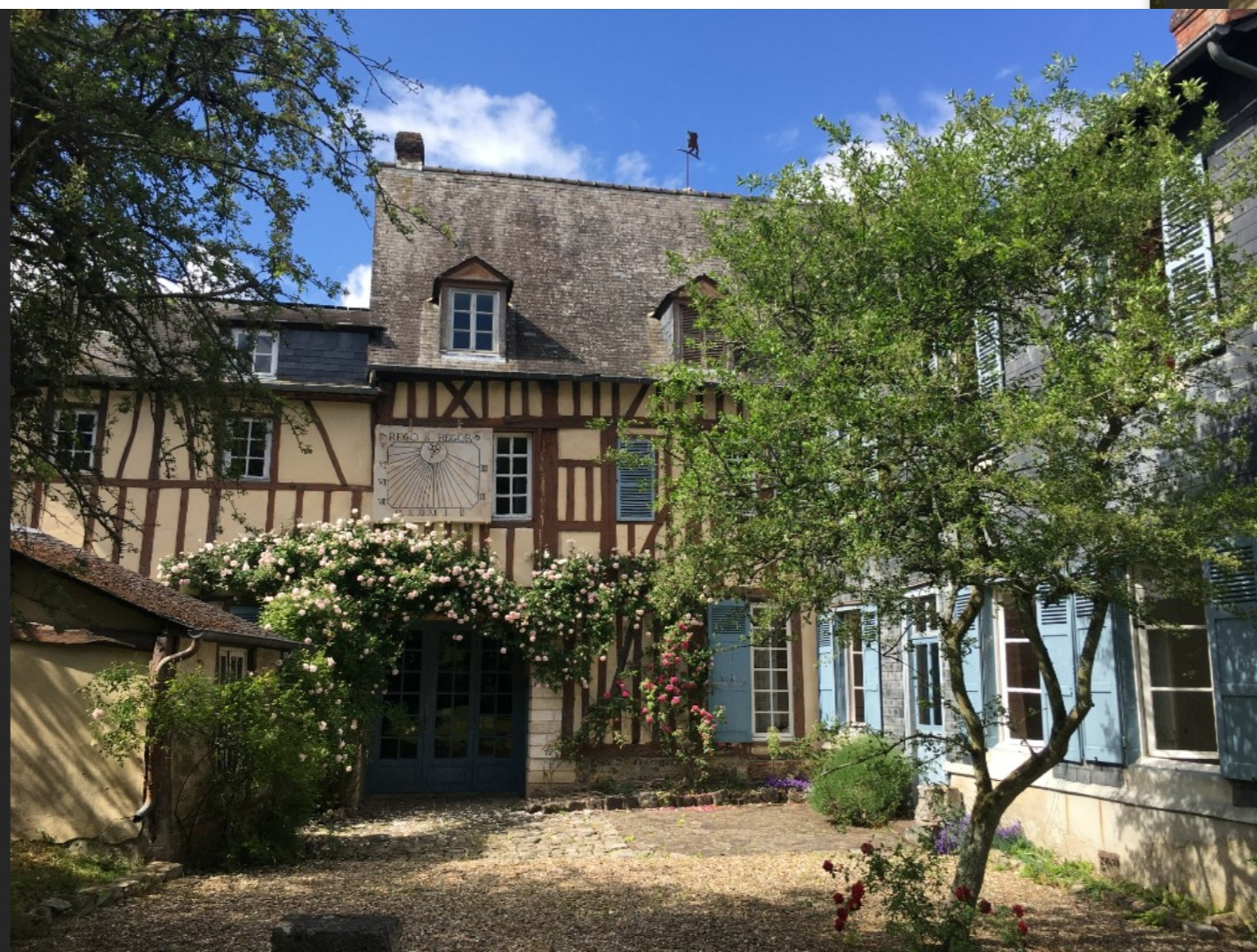
Le Vieux Logis de 1492 (vue jardin), où vécut Monique de la Bruchollerie (1915-1972).

### Patrimoine naturel
- La place de la chapelle Saint-Jean-Baptiste  Site inscrit (1942)[51].
- Le belvédère  Site inscrit (1942)[52].

### Lyons-la-Forêt dans les arts et la culture

#### Cinéma
- Jean Renoir y a tourné plusieurs scènes du film Madame Bovary, en septembre 1933, avec Valentine Tessier dans le rôle d'Emma Bovary.
- Claude Chabrol y a tourné de nombreuses scènes du film Madame Bovary à l'automne 1990, d'après le roman éponyme de Gustave Flaubert. Trois cent figurants, dont une grande partie sont des locaux, participent au film. Une rétrospective photographique des tournages de Renoir et Chabrol est exposée en mai 2021 dans les rues de Lyons-la-Forêt, sur les mêmes lieux de tournage des scènes[53].
- Inspiré de ce même roman de Flaubert, le roman graphique Gemma Bovery de Posy Simmonds publié en 1999, a été adapté au cinéma : Gemma Bovery, film français réalisé par Anne Fontaine, sorti en 2014. Certaines scènes ont été tournées à Lyons-la-Forêt en août 2013[54],[55].

#### Littérature
- Guy Langlois y a écrit Mort et passion d'un amateur de jardins, roman de jeunesse, et Le fond de l'âme effraie, Prix du Quai des Orfèvres 2001, deux romans dont bien des scènes ont pour cadre Lyons-la-Forêt
- Rita Belkhayat et Christophe Hermier ont publié 1985 - La disparue de Sainte-Catherine, thriller fantastique réaliste, teinté de SF et de romance, dont de nombreuses scènes se déroulent à Lyons-la-Forêt même, et  ses alentours. Paris, Editions Complicité, 2024, 164 p.  (ISBN 978-2-386-47079-0)

#### Peinture
- Le peintre surréaliste André Masson a vécu à Lyons de 1937 à 1939.
- Lyons a accueilli en 2017 le Concours international de peinture grand format en Normandie.

### Personnalités liées à la commune
- Henri Ier Beauclerc, roi d'Angleterre et fils de Guillaume le Conquérant (1068-1135), y meurt le 1er décembre 1135.
- Enguerrand de Marigny[56] (vers 1260-1315), chambellan et ministre du roi Philippe IV le Bel, ainsi que comte de Longueville, y est né. Issu de la famille Le Portier qui durant le XIIe siècle détenait la garde héréditaire de la porte (vestiges encore visibles sur la « motte ») du château ducal de Lyons.
- Isaac de Benserade (1612-1691), écrivain et dramaturge français; membre de l'Académie française, y est né.
- Charles Anquetin (1650-1716), curé de Lyons-la-Forêt, s'est fait connaître par ses essais théologiques.
- François Le Brun, curé de Lyons-la-Forêt, député du clergé aux États généraux de 1789, y est mort en 1796.
- Maurice Ravel (1875-1937), compositeur français, y séjourne à l'occasion, à quatre reprises, entre 1916 et 1922, dans la villa Le Fresne, à l'invitation de sa marraine de guerre, Mme Fernand Dreyfus et du fils celle-ci, Roland-Manuel, compositeur, élève, ami et biographe de Maurice Ravel. 
C'est là qu'il achève la composition du Tombeau de Couperin de juin à septembre 1917 et que, d'août à septembre 1922, il achève l'orchestration des Tableaux d'une exposition, de Modeste Moussorgski, et compose en un jour la Berceuse sur le nom de Gabriel Fauré pour violon et piano dédiée au fils de Roland-Manuel.
- Jacques-Émile Ruhlmann (1879-1933)  décorateur et ensemblier français, connu notamment pour la qualité de ses meubles. Sa propriété, L'Herbage (sur plans signés de Pierre Patout), se retrouve décrite dans plusieurs publications retraçant sa vie et son œuvre.
- André Masson (1896-1987), peintre, graveur, illustrateur et décorateur de théâtre français, a vécu de décembre 1937 à 1941, avec sa femme et leurs deux enfants, à La Gaudinière, 35 rue du Bout-de-Bas[Note 4].
- Monique de La Bruchollerie (1915-1972), pianiste française, y habite en famille dans sa résidence secondaire, « Le Vieux Logis ».
- Gérard Souzay (1918-2004), chanteur classique (baryton) français, habite un temps, pendant la Seconde Guerre mondiale à la Fontaineresse, au bord de la Lieure.
- Paul-Émile Pissarro (1884-1972)  y habite quelques années à partir de 1922, date à laquelle il y achète une propriété dont il fait dessiner le jardin par son parrain Claude Monet.

### Héraldique
| Blason de Lyons-la-Forêt | Blason  | De gueules au sauvage au naturel, porté par (accompagné en pointe de) deux lions affrontés d'or; à la bordure d'argent (cousue de sinople) chargée de six mouchetures d'hermine de sinople (d'argent) posées dans le sens de la bordure; au chef d'azur chargé de trois fleurs de lis d'or, le chef brochant sur le tout. |
| Blason de Lyons-la-Forêt | Détails | Le statut officiel du blason reste à déterminer. |

## Pour approfondir